# Robur Siena 2017-2018
Questa voce raccoglie le informazioni riguardanti la Robur Siena nelle competizioni ufficiali della stagione calcistica 2017-2018.

## Stagione
Nella stagione 2017-2018 il Robur Siena partecipa al girone A del campionato Serie C. Con 67 punti ottiene il secondo posto alle spalle del Livorno primo con 68 punti e promosso in Serie B, partecipa con qualche vantaggio ben sfruttato, ai Play-off nazionali dove nel secondo turno supera la Reggiana nel doppio confronto con una vittoria a testa, nelle semifinali supera il Catania con una vittoria a testa, poi nella finale giocata a Pescara il 16 giugno 2018 perde (1-3) con il Cosenza. La squadra bianconera affidata a Michele Mignani disputa un super campionato, seconda con 7 punti di ritardo, alle spalle del Livorno al termine del girone di andata, compie una rimonta entusiasmante sui labronici, nel girone di ritorno. Rimonta macchiata da due pesanti sconfitte nella seconda metà di aprile, (1-0) ad Arezzo e (0-2) con il Piacenza, che si sono rivelate decisive del mancato ritorno in Serie B, in un torneo dominato dalle squadre toscane. A stagione finita, anche la beffa della finale Play-off persa contro il Cosenza. A inizio stagione nella Coppa Italia di Serie C la squadra senese ha disputato il girone E di qualificazione, che ha promosso il Prato.

## Divise e sponsor
Lo sponsor tecnico per la stagione 2017-2018 è Sportika, mentre gli sponsor di maglia sono Piccini Wines (main sponsor), Sit-In Sport (co-sponsor) e Teknoship (nel retro sotto la numerazione).
| Casa | Trasferta | Terza Divisa |

## Organigramma societario
La disposizione delle sezioni e la presenza o meno di determinati ruoli può essere variata in base a spazi occupati e dati in possesso.
Area direttiva
- Presidente: Anna Durio
- Direttore generale: Francesco Sguazzi
- Direttore sportivo: Giovanni Dolci

Area organizzativa
- Team manager: Ivan Sarra
- Responsabile marketing: Vincenzo Federico

Area tecnica
- Allenatore: Michele Mignani
- Allenatore in seconda: Simone Vergassola
- Preparatore atletico: Marco Coralli
- Preparatore dei portieri: Giorgio Rocca

Area sanitaria
- Responsabile: Domenico di Mambro
- Medici sociali: Michele Bisogni
- Fisioterapista: Andrea Aldinucci, Alessio Gori
- Massaggiatori: Ezio Targi

## Rosa
Rosa aggiornata al 2 febbraio 2018.
| N. |                      | Ruolo | Calciatore          |
| -- | -------------------- | ----- | ------------------- |
| 1  | Italia (bandiera)    | P     | Alessio Rossi       |
| 2  | Italia (bandiera)    | D     | Aniello Panariello  |
| 3  | Italia (bandiera)    | D     | Leonardo Terigi     |
| 4  | Italia (bandiera)    | D     | Ivan Rondanini      |
| 5  | Italia (bandiera)    | D     | Dario D'Ambrosio    |
| 6  | Italia (bandiera)    | C     | Stefano Guberti     |
| 7  | Italia (bandiera)    | C     | Michele Emmausso    |
| 8  | Italia (bandiera)    | C     | Simone Guerri       |
| 9  | Argentina (bandiera) | A     | Facundo Lescano     |
| 9  | Italia (bandiera)    | A     | Claudio Santini     |
| 10 | Italia (bandiera)    | A     | Alessandro Marotta  |
| 11 | Italia (bandiera)    | A     | Alessio Campagnacci |
| 11 | Italia (bandiera)    | A     | Claudio Santini     |
| 12 | Italia (bandiera)    | P     | Lorenzo Crisanto    |
| 13 | Italia (bandiera)    | D     | Amir Mahrous        |
| 14 | Italia (bandiera)    | C     | Michel Cruciani     |

| N. |                      | Ruolo | Calciatore         |
| -- | -------------------- | ----- | ------------------ |
| 15 | Svizzera (bandiera)  | D     | Dennis Iapichino   |
| 16 | Italia (bandiera)    | C     | Fabio Gerli        |
| 17 | Italia (bandiera)    | C     | Alessio Cristiani  |
| 18 | Italia (bandiera)    | D     | Alberto Dossena    |
| 18 | Australia (bandiera) | D     | Gabriel Cléùr      |
| 19 | Italia (bandiera)    | D     | Mirko Romagnoli    |
| 19 | Italia (bandiera)    | D     | Matteo Solini      |
| 20 | Italia (bandiera)    | A     | Samuele Neglia     |
| 21 | Italia (bandiera)    | C     | Filippo Damian     |
| 22 | Italia (bandiera)    | P     | Pasquale Pane      |
| 23 | Italia (bandiera)    | D     | Matteo Brumat      |
| 24 | Italia (bandiera)    | D     | Amir Mahrous       |
| 25 | Italia (bandiera)    | C     | Francesco Vassallo |
| 26 | Italia (bandiera)    | D     | Andrea Sbraga      |
| 27 | Italia (bandiera)    | C     | Danilo Bulevardi   |

## Risultati

### Serie C girone A

#### Girone di andata
| Arbitro: | Fiorini (Frosinone) |

|               |           |  |
| Cristiani 55’ | Marcatori |  |

| Pisa 3 settembre 2017, ore 20:30CEST 2ª giornata | Pisa             | 0 – 0 referto | Siena | Stadio Arena Garibaldi-Romeo Anconetani (7 589 spett.)\| Arbitro: \| Proietti (Terni) \| |
| Arbitro:                                         | Proietti (Terni) |               |       |                                                                                          |

| Arbitro: | Longo (Paola) |

|                                      |           |                         |
| Bulevardi 15’ Guberti 77’ Guerri 90’ | Marcatori | 52’ Sanna 72’ A. Curcio |

| Arbitro: | Bitonti (Bologna) |

|  |           |                                 |
|  | Marcatori | 8’ Marotta 90+4’ (rig.) Guberti |

| Siena 24 settembre 2017, ore 16:30 CEST 5ª giornata | Siena             | 0 – 0 referto | Alessandria | Stadio Artemio Franchi (2 700 spett.)\| Arbitro: \| Marchetti (Ostia) \| |
| Arbitro:                                            | Marchetti (Ostia) |               |             |                                                                          |

| Arbitro: | Paterna (Teramo) |

|            |           |                         |
| Tavano 64’ | Marcatori | 44’, 74’ (rig.) Marotta |

| Siena 4 ottobre 2017, ore 18:30 CEST 7ª giornata | Siena              | 0 – 0 referto | Giana Erminio | Stadio Artemio Franchi (2 585 spett.)\| Arbitro: \| Prontera (Bologna) \| |
| Arbitro:                                         | Prontera (Bologna) |               |               |                                                                           |

| Arbitro: | Garofalo (Torre del Greco) |

|                    |           |                         |
| Ragatzu 76’ (rig.) | Marcatori | 52’ Marotta 68’ Guberti |

| Arbitro: | D'Ascanio (Ancona) |

|                |           |  |
| Emmausso 90+2’ | Marcatori |  |

| Arbitro: | Santoro (Messina) |

|               |           |                                        |
| Jefferson 75’ | Marcatori | 4’ Marotta 44’ Guberti 82’ Campagnacci |

| Arbitro: | Valiante (Salerno) |

|  |           |                                 |
|  | Marcatori | 42’, 90+2’ D'Errico 65’ Giudici |

| Arbitro: | Amabile (Vicenza) |

|            |           |                        |
| Sbraga 85’ | Marcatori | 52’, 90+2’ Vantaggiato |

| Arbitro: | Curti (Milano) |

|                |           |                             |
| F. Ferrari 55’ | Marcatori | 41’ Campagnacci 47’ Guberti |

| Arbitro: | Provesi (Treviglio) |

|                              |           |                                        |
| Vassallo 65’ Cristiani 90+3’ | Marcatori | 6’ Caponi 69’ Risaliti 90+5’ Mastrilli |

| 19 novembre 2017, ore CET 15ª giornata |  | – Turno di riposo Robur Siena |  |  |

| Arbitro: | Mantelli (Brescia) |

|             |           |  |
| Marotta 78’ | Marcatori |  |

| Arbitro: | Andreini (Forlì) |

|                                 |           |  |
| Dell'Agnello 8’ Baschirotto 51’ | Marcatori |  |

| Arbitro: | Carella (Bari) |

|               |           |                                |
| Pergreffi 53’ | Marcatori | 75’ Rondanini 90+2’ C. Santini |

| Arbitro: | De Remigis (Teramo) |

|              |           |  |
| Vassallo 51’ | Marcatori |  |

#### Girone di ritorno
| Arbitro: | Marchetti (Ostia Lido) |

|              |           |                                              |
| Del Sante 3’ | Marcatori | 10’ Cristiani 19’ (27) Rondanini 83’ Marotta |

| Siena 30 dicembre 2017, ore 14:30 CET 21ª giornata | Siena              | 0 – 0 referto | Pisa | Stadio Artemio Franchi (4 807 spett.)\| Arbitro: \| Zanonato (Vicenza) \| |
| Arbitro:                                           | Zanonato (Vicenza) |               |      |                                                                           |

| Arbitro: | Lorenzin (Castelfranco Veneto) |

|              |           |                           |
| A. Curcio 2’ | Marcatori | 31’ D'Ambrosio 43’ Neglia |

| Arbitro: | Dionisi (L'Aquila) |

|             |           |                    |
| Marotta 61’ | Marcatori | 87’ (rig.) Damonte |

| Arbitro: | Nicoletti (Catanzaro) |

|              |           |             |
| Gonzalez 77’ | Marcatori | 3’ Vassallo |

| Siena 11 febbraio 2018, ore 17:30 CET 25ª giornata | Siena              | 0 – 0 referto | Carrarese | Stadio Artemio Franchi\| Arbitro: \| Valiente (Salerno) \| |
| Arbitro:                                           | Valiente (Salerno) |               |           |                                                            |

| Arbitro: | Robilotta (Sala Consilina) |

|  |           |             |
|  | Marcatori | 16’ Marotta |

| Arbitro: | Massimi (Termoli) |

|                |           |  |
| C. Santini 77’ | Marcatori |  |

| Arbitro: | Mei (Pesaro) |

|  |           |                |
|  | Marcatori | 72’ C. Santini |

| Arbitro: | Perotti (Legnano) |

|              |           |  |
| Vassallo 16’ | Marcatori |  |

| Arbitro: | Prontera (Bologna) |

|                      |           |  |
| Cori 11’ Giudici 49’ | Marcatori |  |

| Arbitro: | Maggioni (Lecco) |

|             |           |  |
| Valiani 50’ | Marcatori |  |

| Arbitro: | Zanonato (Vicenza) |

|                          |           |  |
| Gerli 28’ C. Santini 63’ | Marcatori |  |

| Arbitro: | Amabile (Vicenza) |

|           |           |  |
| Frare 89’ | Marcatori |  |

| 8 aprile 2018, ore CEST 34ª giornata |  | – Turno di riposo Robur Siena |  |  |

| Arbitro: | Sozza (Seregno) |

|            |           |  |
| Cutolo 51’ | Marcatori |  |

| Arbitro: | Proietti (Terni) |

|               |           |  |
| Iapichino 43’ | Marcatori |  |

| Arbitro: | Viotti (Tivoli) |

|  |           |                               |
|  | Marcatori | 35’ Romero 86’ (rig.) Corazza |

| Arbitro: | Zufferli (Udine) |

|                                 |           |                               |
| L. Orlando 4’ T. Ceccarelli 29’ | Marcatori | 26’, 38’ Marotta 77’ Emmausso |

#### Play-off - Fase Nazionale
| Arbitro: | Marchetti (Ostia Lido) |

|                          |           |               |
| Manfrin 19’ Altinier 52’ | Marcatori | 18’ Rondanini |

| Arbitro: | Perotti (Legnano) |

|                                        |           |                |
| Cristiani 44’ C. Santini 90+10’ (rig.) | Marcatori | 90+5’ Altinier |

| Arbitro: | Robilotta (Sala Consilina) |

|             |           |  |
| Marotta 70’ | Marcatori |  |

| Arbitro: | Maggioni (Lecco) |

|                                           |                      |                                       |
| Curiale 44’ Lodi 68’ (rig.)               | Marcatori            | 30’ C. Santini                        |
| Lodi Curiale Blondett Di Grazia Mazzarani | Tiri di rigore 3 – 4 | Gerli Damian Bulevardi Sbraga Marotta |

| Arbitro: | Massimi (Termoli) |

|                    |           |                                    |
| Marotta 73’ (rig.) | Marcatori | 35’ Bruccini 48’ Tutino 87’ Baclet |

### Coppa Italia Serie C

#### Fase eliminatoria a gironi
| Arbitro: | Maranesi (Ciampino) |

|               |           |                     |
| Cristiani 53’ | Marcatori | 56’ (rig.) Lombardi |

| Arbitro: | Colombo (Como) |

|               |           |             |
| Marzorati 67’ | Marcatori | 41’ Marotta |

## Statistiche

### Statistiche di squadra
| Competizione         | Punti | In casa | In casa | In casa | In casa | In casa | In casa | In trasferta | In trasferta | In trasferta | In trasferta | In trasferta | In trasferta | Totale | Totale | Totale | Totale | Totale | Totale | DR  |
| Competizione         | Punti | G       | V       | N       | P       | Gf      | Gs      | G            | V            | N            | P            | Gf           | Gs           | G      | V      | N      | P      | Gf     | Gs     | DR  |
| -------------------- | ----- | ------- | ------- | ------- | ------- | ------- | ------- | ------------ | ------------ | ------------ | ------------ | ------------ | ------------ | ------ | ------ | ------ | ------ | ------ | ------ | --- |
| Serie C              | 67    | 18      | 9       | 5       | 4       | 16      | 13      | 18           | 11           | 2            | 5            | 25           | 17           | 36     | 20     | 7      | 9      | 41     | 30     | +11 |
| Play-off             | -     | 2       | 2       | 0       | 0       | 3       | 1       | 2            | 0            | 0            | 2            | 2            | 4            | 5      | 2      | 0      | 3      | 6      | 8      |     |
| Coppa Italia Serie C | -     | 1       | 0       | 1       | 0       | 1       | 1       | 1            | 0            | 1            | 0            | 1            | 1            | 2      | 0      | 2      | 0      | 2      | 2      | 0   |
| Totale               | 67    | 21      | 11      | 6       | 4       | 20      | 15      | 21           | 11           | 3            | 7            | 28           | 22           | 43     | 22     | 9      | 12     | 49     | 40     | +9  |

### Andamento in campionato
| Giornata  | 1 | 2 | 3 | 4 | 5 | 6 | 7 | 8 | 9 | 10 | 11 | 12 | 13 | 14 | 15 | 16 | 17 | 18 | 19 | 20 | 21 | 22 | 23 | 24 | 25 | 26 | 27 | 28 | 29 | 30 | 31 | 32 | 33 | 34 | 35 | 36 | 37 | 38 |
| --------- | - | - | - | - | - | - | - | - | - | -- | -- | -- | -- | -- | -- | -- | -- | -- | -- | -- | -- | -- | -- | -- | -- | -- | -- | -- | -- | -- | -- | -- | -- | -- | -- | -- | -- | -- |
| Luogo     |   |   |   |   |   |   |   |   |   |    |    |    |    |    | R  |    |    |    |    |    |    |    |    |    |    |    |    |    |    |    |    |    |    | R  |    |    |    |    |
| Risultato | V | N | V | V | N | V | N | V | V | V  | P  | P  | V  | P  | -  | V  | V  | P  | V  | N  | V  | V  | N  | N  | N  | V  | V  | V  | V  | P  | P  | V  | P  | -  | P  | V  | P  | V  |
| Posizione |   |   |   |   |   |   |   |   |   |    |    |    |    |    |    |    |    |    |    |    |    |    |    |    |    |    |    |    |    |    |    |    |    |    |    |    |    |    |

Legenda:

Luogo: C = Casa; T = Trasferta. Risultato: V = Vittoria; N = Pareggio; P = Sconfitta.